# Jens Martin Knudsen (Fußballspieler)
Jens Martin Knudsen (* 11. Juni 1967 in Saltangará, Färöer) ist ein ehemaliger färöischer Fußballtorwart, welcher als Sportmanager für den NSÍ Runavík aktiv ist.

## Fußball

### Verein
Knudsen begann seine Karriere 1984 bei NSÍ Runavík. Sein Debüt gab er am letzten Spieltag bei der 1:6-Heimniederlage gegen HB Tórshavn. im Folgejahr konnte er durch ein 2:1 gegen LÍF Leirvík seinen ersten Pokalsieg erringen. Im Sommer 1986 war er der erste färöische Spieler, der im Ausland als Berufsfußballspieler beschäftigt wurde. Er spielte dort als Profi in Dänemark bei Frederikshavn fI, später noch in der isländischen Landsbankadeild bei Leiftur und in der Scottish Football League First Division bei Ayr United. Zwischendurch kehrte er immer wieder auf die Färöer-Inseln zurück. Von 1988 bis 1991 spielte er so erneut für NSÍ und schaffte 1990 den Aufstieg in die erste Liga, danach wechselte er zu GÍ Gøta, für die er bis 1997 als Stammtorhüter aktiv war und zwischen 1993 und 1996 vier Meistertitel in Folge gewann. In diesen Jahren spielte er unter anderem zusammen mit Henning Jarnskor, Magni Jarnskor, Sámal Joensen, Alvi Justinussen, Janus Rasmussen und John Petersen. 1996 (5:3 im Wiederholungsspiel gegen HB Tórshavn) und 1997 (6:0 gegen VB Vágur) folgten zwei weitere Pokalsiege. Nach kurzen Gastspielen in Island und Schottland sowie weiteren einzelnen Auftritten für GÍ Gøta und B36 Tórshavn kehrte er 2001 wieder zu NSÍ Runavík zurück, wo er am Ende der Saison zum Torhüter des Jahres gewählt wurde, und stand auch als Manager für den Verein weiterhin im Tor. 2002 folgte durch ein 2:1 gegen HB Tórshavn der vierte Erfolg im Pokal, zugleich wurde er zum zweiten Mal zum Torhüter des Jahres gewählt. Im Alter von 40 Jahren gewann er am 21. Oktober 2007 an der Seite von Jóhan T. Davidsen, Hjalgrím Elttør, Jónhard Frederiksberg, Christian Høgni Jacobsen, Bogi Løkin, Pól Thorsteinsson und Einar Tróndargjógv seinen letzten von insgesamt fünf Meistertiteln. Im selben Jahr wurde Knudsen erneut zum Torhüter des Jahres gewählt. In den folgenden vier Saisons stand Knudsen weiterhin im Aufgebot, wurde jedoch nur noch dreimal eingesetzt. Im Alter von 45 Jahren beendete er 2012 seine aktive Fußballkarriere.

### Nationalmannschaft
Ab 1981 stand Knudsen für die färöische Jugendnationalmannschaft im Tor, von 1988 bis 2006 war er fester Torwart der Herrennationalmannschaft. Sein erstes Länderspiel absolvierte er am 24. August 1988 in Akranes beim 0:1 im Freundschaftsspiel gegen Island. Dies war zugleich das erste offizielle Länderspiel der Färöer als FIFA-Mitglied.
Knudsen war Teil jener Mannschaft, die 1990 Österreich mit 1:0 bezwang. Er wurde nach diesem Spiel weit über die Landesgrenzen hinaus bekannt, insbesondere deshalb, weil er während der Partie eine weiße Wollmütze trug, die fortan sein „Markenzeichen“ war.
Zwischen 1988 und 2006 absolvierte er für die färöische Fußballnationalmannschaft insgesamt 65 Spiele. Sein letztes Länderspiel bestritt er am 14. Mai 2006 im Freundschaftsspiel gegen Polen in Wronki, welches 0:4 verloren wurde. Er blieb der Nationalmannschaft aber als Torwarttrainer erhalten. Knudsens Nachfolger als erster Mann im Tor war Jákup Mikkelsen.

### Trainerlaufbahn
Von 2006 bis 2014 fungierte Knudsen als Torwarttrainer der färöischen Nationalmannschaft. 2015 übernahm er den Posten als Trainer von NSÍ Runavík II in der 1. Deild, mit denen er in den ersten beiden Jahren den achten sowie den fünften Platz belegte. Zudem führte er die U18 des Vereins im selben Zeitraum zu zwei Meisterschaften. Nachdem 2015 das Pokalfinale der U18 mit 2:3 gegen HB Tórshavn verloren gegangen war, siegte Knudsen in der Neuauflage des Finalspiels ein Jahr später mit 2:1. 2017 war er ausschließlich für die zweite Mannschaft zuständig, mit der er den sechsten Platz in der 1. Deild belegte. Ein Jahr später folgte der fünfte Rang in der 1. Deild, mit der U21 belegte Knudsen hinter AB Argir den zweiten Platz in der Endrunde.

### Erfolge

#### Als Spieler
- 5× Färöischer Meister: 1993, 1994, 1995, 1996, 2007
- 4× Färöischer Pokalsieger: 1986, 1996, 1997, 2002
- 3× Torhüter des Jahres: 2001[1], 2002[2], 2007[3]

#### Als Trainer
- 2× Färöischer Meister (U18): 2015[4], 2016[5]
- 1× Färöischer Pokalsieger (U18): 2016[6]

### Schiedsrichtertätigkeit
1995 leitete Knudsen als Schiedsrichter am neunten Spieltag der dritten Liga der Männer das Spiel zwischen NSÍ Runavík II und HB Tórshavn III.

## Andere Sportarten
Knudsen wurde dreifacher Landesmeister im Turnen und zudem Torhüter der Handballnationalmannschaft in zwei Länderspielen. Er spielte für den färöischen Handballverein Tjaldur Runavík.

## Persönliches
Jens Martin Knudsen war bekannt als Kraftfahrer einer Fischfabrik in Runavík. Er ist verheiratet und hat vier Kinder.